# 山一證券
- 山一証券

山一證券株式会社（やまいちしょうけん、英: Yamaichi Securities Co., Ltd.）は、かつて存在した日本の大手証券会社。
バブル期には野村證券、大和證券、日興證券と、当時の日本四大証券会社を担ったが、不正会計（損失隠し）が発覚。100周年の1997年（平成9年）11月24日に自主廃業を発表、2005年解散。

## 概要
法人関連業務に強く、「法人の山一」「人の山一」と言われ、日本の資本市場の発展と日本経済を支える多くの上場企業の成長を支えた大証券会社であった。現代経済を支える数多くの成長企業は、山一證券の指導を受け、株式を上場している。
日本の近代化、高度成長とともに圧倒的シェアの引受主幹事を持つ証券会社へと成長し、最も多くの企業を上場させた。主幹事会社数は、野村証券以上の数で、戦後の一時期まで値付けの多くを行う、日本最大の業績を持つ証券会社であり、その後もいわゆる「四大証券会社」の一翼を担い日本経済に貢献した。
自主廃業を宣言し、1997年（平成9年）11月に業務を停止。法人としての山一證券株式会社（旧社）は2005年（平成17年）に解散するまで、108年間存続した。　
顧客預かり資産返還の際に、山一社債が顧客に返済され、倒産でない自主廃業の理由を問う声も多くあった。その後、世界の金融システムの動揺でアジア通貨危機が発生した。
2005年、商標権を取得した元社員によって、山一證券株式会社（新社）が再興された（法人としての連続性はない。後述）。
2019年現在、山一證券（新社）の子会社であった山一信託銀行は、オリックス銀行として存続。山一證券投資信託委託は、三菱UFJ信託銀行の子会社となり、三菱UFJ投信として存続している。

## 歴史
以下、歴代社長の業績を中心に記述する。

### 小池国三（創業者）

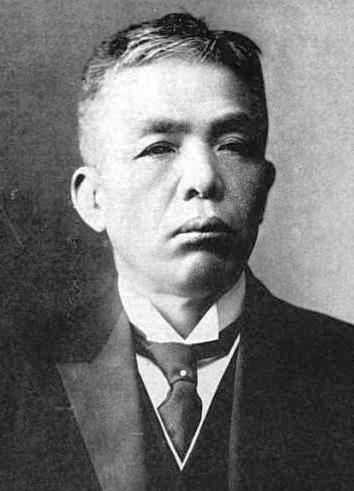
小池国三

山一證券は、山梨県出身の小池国三が1897年（明治31年）東京兜町に「小池国三商店」を創業し、東京証券取引所仲買人の免許を受け、證券取引業を開始したことから始まる。
小池は、小学校卒業後の1878年（明治11年）12歳で甲州財閥の名士若尾逸平の門に入り師事。1890年（明治23年）若尾逸平が貴族院議員に就任した際、秘書を務めた。
山一証券の社章は、小池が末永く師を敬う思いから最も尊敬する若尾逸平の家紋「山に一」に決め、社名を「山一」と命名した。
小池は、日本の金融システムが、欧米に大きく立ち遅れている危機感を持つ若尾逸平、東急の五島慶太らとともに、渋沢栄一率いる「渡米実業団」に参加渡米し、ニューヨークのウォール街を視察。帰国後は、首都東京の鉄道交通網の近代化を急ぐ国、東急グループの五島を始めとする財界と協力して、日本の経済・金融の近代化に努めた。
1907年（明治40年）に小池合資会社に改組し、1909年（明治42年）証券会社で初めて国から国債の引き受け販売を許され、1910年（明治43年）江之島電気鉄道社債元引受など、企業が発行する社債の販売を現実化し、金融の近代化を国から託される証券会社として大きく成長した。
開業20周年の1917年（大正6年）4月15日、小池合資は、山一合資となり、1919年（大正8年）に横浜に事務所を、大阪や名古屋等の主要都市にも事務所を設置した。
山一が引受し、欧米のように銀行借り入れ以外の株式、社債で企業の自由な資金調達が可能となった。
小池は、杉野喜精に山一を託し、東京ガスや富士製紙、九州炭鉱等の社長も務める甲州財閥の名士となった。

### 杉野喜精時代

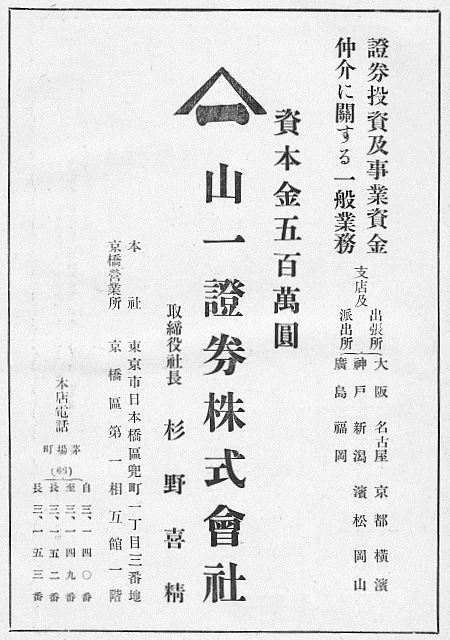
1930年代の山一證券の広告

1917年（大正6年）、日本銀行出身の杉野喜精を社長として、小池合資は山一合資会社となった。
杉野喜精は、我が国の経済発展のために、世界の市場に負けない金融市場の必要性を説いた。
1926年（大正15年）、山一合資会社は、山一證券株式会社へ改組した。
元々はそれより前に検討していたが、世界経済の悪化、関東大震災、小池の死去により改組が遅くなったとされる。

### 太田収・木下茂時代
1935年（昭和10年）12月、杉野が東京株式取引所理事長に就任。その後任として選ばれた太田収だったが、1938年（昭和13年）5月4日、自らが指揮した鐘淵紡績新株投機戦の失敗の責任を取り社長を辞任。太田の後任として副社長だった平岡伝章が暫定的に社長に就任、12月に専務の木下茂が社長職を引き継いだ。

### 小池厚之助時代
1943年（昭和18年）9月、山一證券と、国三の小池銀行が改組した小池証券（1930年創業）とが合併し、新しい山一證券株式会社が発足した。社長には国三の次男で、小池証券の社長を務める小池厚之助が就任。木下は会長の座についた。

### 大神一時代
1954年（昭和29年）副社長であった大神一が社長へ就任、厚之助は会長となった。
戦後しばらくはGHQの許可なしに証券取引業の再開ができなかったが、戦前は19店舗であった支店は1952年に47店舗まで増加した。
大神は社長就任以降、業界第一位主義を掲げ、強気な拡大路線を敷いた。1957年（昭和32年）頃、野村證券が業界トップとなり、山一は業界2位となった。1961年（昭和36年）に戦後高度経済成長時代の一つである岩戸景気が終焉を告げ、株式相場は7月をピークに下げに転じ、この証券不況で山一の経営も悪化、経常損失は1963年（昭和38年）9月期で30億円、1964年（昭和39年）9月期で54億円。1964年（昭和39年）11月に大神は会長となり、日本興業銀行出身の日高輝が、社長に就任。
支店数は、1962年に112店舗まで伸びていた。

### 日高輝時代
メインバンクの1つの日本興業銀行頭取の中山素平は、興銀同期入社で日産化学工業の社長をしていた日高輝を、再建のため山一證券社長に送り込んだ。山一の経営状態はマスメディアの知るところとなったが、大蔵省が在京大手新聞社に報道自粛を要請して報道されなかった。自粛協定外の西日本新聞が、1965年（昭和40年）5月21日朝刊で1面トップ記事を載せ、他紙も同日付夕刊トップで一斉に追随した。22日は土曜日で半日営業であったが、山一各支店は朝から投信、株式、債券の払い戻しを求める客が殺到した。
5月28日午後11時30分、大蔵大臣の田中角栄と日本銀行総裁の宇佐美洵が記者会見し、
1. 証券業界が必要とする資金は日本銀行が無制限・無担保で融資する。
2. 山一證券については興銀、富士、三菱の3行を通じて融資を実施する。
3. 今後、証券金融について抜本的見直しを行う。

ということを発表した。その後、大規模なリストラを経て、市況の回復が追い風となり、早くも1969年9月30日に特融を完済。
1972年（昭和47年）、日高は社長を辞任して会長となり、後任に植谷久三が就任した。

### 植谷久三時代
植谷の社長在任中に、山一の預かり資産は10倍に増えるが、他社も活発な市場で業績を上げ、営業収入シェアは社長就任時の21%から辞任（会長就任）時は18.8%に低下した。植谷は1980年（昭和55年）12月に横田良男に社長を譲り、自らは会長におさまった。1987年（昭和62年）に相談役に退いた。

### 横田良男時代

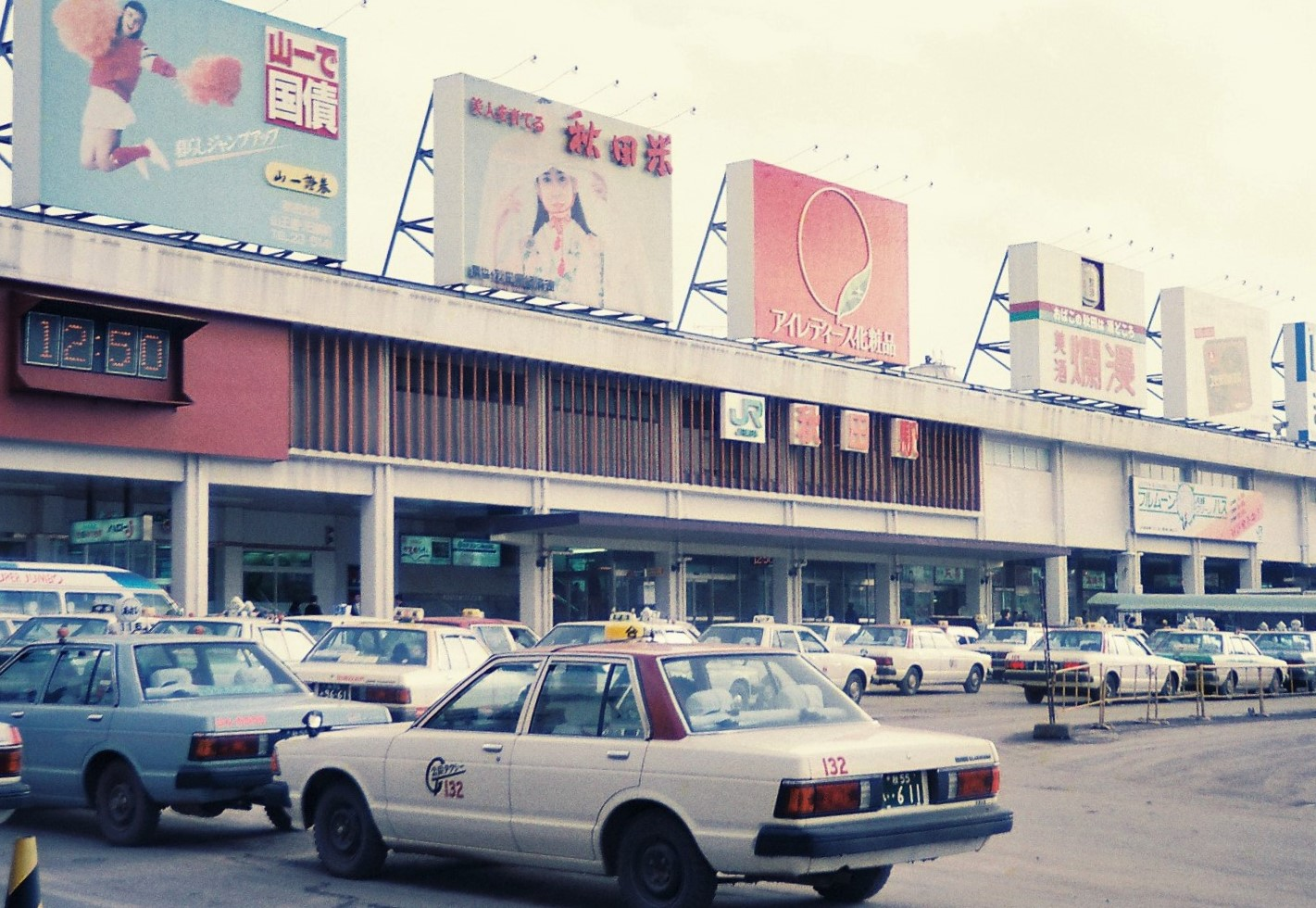
山一證券の広告（左上）が掲示された秋田駅（1987年）

1984年（昭和59年）頃から、営業特金が存在。法人の資金を一任勘定という自由に売買して良いという了承の下に預かり、運用するもので、考案者であった永田元雄常務の名前を取って社内では「永田ファンド」と呼ばれていた。
横田は1985年（昭和60年）9月に営業の軸足を法人へ移し、一任勘定・営業特金（「永田ファンド」）の獲得を最優先する決定を下した。
1986年（昭和61年）に、三菱重工業の依頼により値上がり確実な転換社債を総会屋へ頒布する三菱重工転換社債事件が発生した。この頒布先リストを投資情報誌『暮らしと利殖』のオーナー生田盛が入手して山一を動揺させると、山一は総会屋の大御所、上森子鉄に仲裁を依頼。上森は行平次雄を辞めさせるか、成田芳穂を社長にしろ、と調停案を示した。植谷は悩んだ末、行平を取締役から外してロンドンにある現地法人・山一インターナショナルの会長とすることで手打ちとした。しかし、植谷自身が酒に酔って経済誌『財界』のインタビューに応えすべての経緯を話し、それが1986年12月号の記事となったものが、特別捜査部の検事であった田中森一の目に止まる形で明るみに出る。田中は成田を呼び出し、政官界を含めた転換社債とカネの流れについて取り調べをしようとしたが、成田はその数時間前に首吊り自殺した。その後、田中は嫌気がさして検察庁を辞め、闇人脈とのつながりを強めた。1988年（昭和63年）9月、行平が社長に就任、同時に横田が会長に就任した。横田は1991年（平成3年）に健康問題から会長も退任し、2005年（平成17年）死去した。

### 行平次雄時代
山一證券はバブル期にあたる1987年（昭和62年）から1990年（平成2年）にかけて、毎年1,000億円以上の経常利益を上げていた。
しかし、1987年10月に起きたブラックマンデーと1990年のクウェート侵攻の影響で株価が急落したが、それにもかかわらず、行平は攻めの姿勢を崩さなかった。これが後の経営破綻に繋がる主因となった。
バブル崩壊を受けて、営業部・支店が収入責任額、営業責任額、商品引受責任額の達成に向けて自己責任で営業の進め方を計画・実行する「自主営業」を展開した。
1989年（平成元年）5月からの、数回にわたる公定歩合引き上げにより、高騰していた株価は同年12月の最高値を最後に暴落を重ねるようになった。同年11月に大和證券を皮切りに、優良顧客に対して証券会社が、下落した株券に損失補填をしていたことが発覚した。バブル崩壊により、「永田ファンド」である営業特金は多額の損失を抱えることとなったが、行平は根本的な処理をすることなく、損失の先送りを続けた。
収入が下がっていたにもかかわらず、1989年から1991年にかけて毎年1500人程度の社員の採用を行っており、これにより固定費も徐々に嵩んでいった。
1992年3月期は1964年以来の赤字となった。
1992年（平成4年）6月、行平は健康問題を理由に、三木淳夫に社長を譲った。

### 三木淳夫時代
1993年3月期に2連続となる赤字を記録。仮に1994年3月期も赤字であれば3期連続赤字となり、転換社債の繰り上げ償還が必要となるため黒字化が必須であった。黒字化実現のために顧客掘り起し運動を行い、何とか1994年3月期は黒字となった。
1995年3月期、阪神・淡路大震災の影響で506億円の赤字を記録。シェアも当時の「四大証券会社」中最下位となった。
1992年（平成4年）に三木が社長に就任した後も、事実上の決裁権限は全て会長の行平が握っており、山一證券が簿外債務を処理することはなかった。簿外債務は日本で1,583億円、世界で1,065億円あった。日本の分を飛ばすために、クレディ・スイス信託銀行で特定金銭信託口座を開設し、2000億円分の日本国債を購入させている。山一はこれを子会社のペーパーカンパニーへ貸し出しつつ買い戻して、これらの子会社へ損失補填用資金を流した。世界の分は外国債券を損失補填した含み損であり、その外債を山一オーストラリアへ、買い戻す約束で売却したものである。1997年（平成9年）3月25日、野村證券に対して、東京地方検察庁と証券取引等監視委員会の家宅捜索が入った。容疑は総会屋・小池隆一への利益供与（小池隆一事件）であった。4月17日、週刊東洋経済（1997年4月26日・5月3日合併号）が『山一證券を襲う重大疑惑の真相』という、山一證券が優良顧客への損失補填と簿外債務を抱えている「追及第1弾記事」を掲載した。
4月28日に発表された山一の1997年3月期決算は、1,647億6,300万円という過去最大の当期損失となった。山一はこの危機をメリルリンチとの提携で乗り切ろうとする。6月21日、東洋経済新報社の週刊東洋経済6月28日号が、続報を詳細に調べた「追及第2弾記事」を掲載した。この記事により、金融機関に動揺が広がる。総会屋利益供与問題の責任を取って、8月11日に行平・三木を始めとする取締役11人が退任した。後任として社長に野澤正平、会長に五月女正治の両専務が昇格することが発表された。

### 野澤正平時代
1997年（平成9年）9月24日、前社長の三木が総会屋利益供与事件で逮捕された。
10月6日、常務の渡辺と、前副社長の沓澤龍彦が富士銀行を訪れて、「飛ばし」と呼ばれる簿外債務の存在を明らかにすると共に、再建計画を説明し、支援を求めた。
10月23日は、山一證券の中間決算発表日だった。しかし当日、東京地方検察庁特別捜査部が「昭和リースに対する損失補填容疑」で家宅捜索に入った。一方、この日の記者会見は、27億円の経常赤字の発表と利益供与事件拡大の謝罪で終わった。
1997年11月3日、三洋証券が会社更生法の適用を申請して経営破綻し、翌4日には群馬中央信用金庫が三洋証券に貸し付けていた無担保コール約10億円が債務不履行（デフォルト）で回収できなくなったため、連動する無担保コール市場が大混乱に陥った。これにより、北海道拓殖銀行や山一証券のように経営が悪化していた金融機関の資金調達は、ますます困難になった。
11月11日、富士銀行から次のような最終回答があった。「劣後ローンは富士からは250億円程度が限度で、あとは他行から借り入れて欲しい」「過去に無担保で融資した分について早急に担保を差し入れて欲しい」との内容であった。11月14日、野澤は大蔵省証券局長の長野庬士に対して、簿外損失の存在を初めて説明した。
翌15日、大蔵省証券業務課長の小手川大助は、長野の指示を受けて山一證券の藤橋企画室長から説明を受けた。この日、山一證券が主幹事を務め最後まで資金供給を行っていた北海道拓殖銀行が経営破綻している。
17日、週刊東洋経済11月22日号（東洋経済新報社）が発売され、山一證券の損失補填追及第3弾記事を掲載し、山一證券の存続を危うくする損失を抱えていることを、隠蔽の方法などと共に詳細に報じた。
19日、野澤は再度大蔵省証券局長の長野を訪ねた。長野は「感情を交えずに淡々と言います。自主廃業を選択してもらいたい」と通告した。山一證券の株価は、東京証券取引所の終値が65円と、企業存続の節目となる100円を一気に割り込み、再上場以来の最安値を付けた。
21日、アメリカ合衆国の格付け機関ムーディーズは、山一證券の社債を投機適格の「Baa3」から3段階評価を下げた投資不適格の「Ba3」に格下げし、再建の見込みがないとの判断を下した。
22日午前3時頃、日本経済新聞が、山一證券の自主廃業を報じ、急遽、役員たちが招集され、午前8時から臨時取締役会が開催された。
24日は月曜日だったが、勤労感謝の日の振替休日で休業日だった。午前6時から臨時取締役会が開かれ、自主廃業に向けた営業停止が正式に決議された。
会社創立から100年目という節目の年に、山一證券は廃業という社史で幕を閉じた。午前11時30分に社長の野澤、会長の五月女、顧問弁護士の相澤光江が東京証券取引所で記者会見に臨んだ。記者会見が2時間ほど経過し、記者が「社員には、どのように説明するのですか？」と質問したところ、野澤は「私らが悪いんであって、社員は悪くありませんから」と立ち上がり号泣しながら述べ、その様子は報道機関によって大々的に報じられた。

## その後
自主廃業発表後、顧客保護を理由に、慌ただしく無担保の日銀特融が実施された。日銀特融はピーク時で1兆2千億円にのぼった。
12月13日、常務業務監理本部長の嘉本隆正が委員長となって、今で言う『第三者委員会』が発足した。1998年（平成10年）3月26日に報告書『社内調査報告書-いわゆる簿外債務を中心として-』は完成し、1998年4月16日に一般公表された。
1998年（平成10年）3月4日、行平と三木の元社長2人ならびに元財務本部長の3人が、最大2,720億円の損失を隠して虚偽の有価証券報告書を作成した証券取引法違反の容疑で、東京地方検察庁特別捜査部に逮捕された。行平と三木は粉飾決算の容疑があった。2000年（平成12年）3月に、東京地方裁判所で行平と三木に有罪の判決が下された。東京地裁で執行猶予が付いた行平は判決を受け入れたが、実刑判決だった三木は控訴し、控訴審の東京高等裁判所では、執行猶予付きの有罪となっている。
自主廃業発表以降、事務処理を進めたが、1998年（平成10年）6月の株主総会で、会社の解散決議に必要な株主数を確保できなかったことから、自主廃業を断念せざるを得なくなった。そのため自己破産申立てをすることに方針を転換し、1999年（平成11年）6月2日に東京地方裁判所より破産宣告を受け、事実上経営破綻（倒産）した。
破産宣告後の手続は、債権者の多さや、海外資産の整理に手間取ったために長引いたが、最終的に2005年（平成17年）1月26日の債権者集会をもって終了した。同年2月に破産手続終結登記が行われ、名実共に「山一證券株式会社」はこの世から消えた。小池国三による創業から107年余りが経過しての終焉であった。日銀特融のうち、1,111億円の回収不能額が確定し、日本銀行も損失を被った。
山一證券の元株主が中央青山監査法人（当時中央監査法人）に損害賠償を求めた訴訟の判決で、大阪地方裁判所（本多俊雄裁判長）は、「監査法人は通常実施すべき手続きで監査しており過失はなかった」として賠償請求を棄却した。 

### 社員および子会社
山一本社所属の従業員や店舗の大多数は、米国の大手金融業メリルリンチが設立した「メリルリンチ日本証券」に転職、譲渡された。その後同社のリテール部門が三菱東京UFJフィナンシャル・グループとの合弁会社である「三菱UFJメリルリンチPB証券」に移管された後、三菱東京UFJとメリルリンチの合弁解消に伴い、2014年に三菱UFJモルガン・スタンレーPB証券となり、2020年4月1日に三菱UFJモルガン・スタンレー証券との吸収合併で消滅した。
最後の社長であった野澤は、IT業界に身を投じた後、再び証券業界へ復帰しセンチュリー証券（現在の日産証券）の代表取締役社長に就任した（2009年退任）。
子会社のその後の経緯については以下の通りである。
太平洋証券
ユニバーサル証券などに合併され「つばさ証券」（現・三菱UFJ証券ホールディングス）に改称。
山一證券投資信託委託
三和銀行に譲渡され「パートナーズ投信」（現・三菱UFJ投信）に改称。
山一信託銀行
オリックスに譲渡され「オリックス信託銀行」（現・オリックス銀行）に改称。
山一投資顧問
フランスの大手金融業・ソシエテ・ジェネラル傘下に入り「SG山一アセットマネジメント」に改称。2004年、りそなアセットマネジメント（旧東京投信→あさひ東京投信。元は東京証券傘下）を合併し「ソシエテジェネラルアセットマネジメント」に再改称。その後、クレディアグリコルアセットマネジメントとソシエテジェネラルアセットマネジメントが合併し、アムンディ・ジャパン株式会社へ社名変更。元子会社の中では「山一」の名前を最後まで残した。
山一情報システム
社員は「日本フィッツ（現・SCSK）」に移籍。
香港山一証券（香港法人）
台湾のコアパシフィック財閥（威京総部集団）傘下に入り「コアパシフィック山一インターナショナル（京華山一国際）」に改称。同社の日本法人は2003年にエース交易の子会社となり「アルバース証券」に改称。
山一証券経済研究所
収集・管理していた資料の一部は、大阪学院大学図書館へ移された。
丸万証券
数少ない証券子会社の内の一社。旧東海証券（東海銀主導により東海財界の出資で設立）と合併、東海丸万証券（東海東京証券の事実上の前身、現・東海東京FHD）となる。
内外証券
数少ない証券子会社の内の一社。旧丸万証券を被合併させた東海丸万証券（※前述）へ救済合併。
丸宏証券
のちに興銀主導により大華証券（旧・日本生命系）と合併、丸宏大華証券（のちに日本アジア証券へ救済合併）となる。
中央証券
第二位株主であった千葉銀行の傘下に入り、2011年にちばぎん証券と改称。
協立証券
H.I.S.の創業メンバーである澤田秀雄に買収されエイチ・アイ・エス協立証券に改称、2007年に会社分割で澤田ホールディングスとなり事業はエイチ・エス証券（現：Jトラストグローバル証券）に移管。
企業同窓会である「山友会」はその後も、日本橋茅場町に事務所を置いていたが、ホームページは2022年7月1日をもって予告無く閉鎖され、取引所前の日証館にあった事務所も退去した。
「山一證券」の商標権は、2007年（平成19年）に元社員が申請したが、承認は得られなかった。
2011年（平成23年）4月、元社員を中心に2004年に設立された「IBS証券」が「IBS山一証券株式会社」に社名を変更して山一証券の名称が復活した。2014年7月に「山一證券株式会社」（2代目）に社名を変更し金融庁へ届け出た。
「山一證券」の商標は2016年10月に、特許庁に正式に登録された。名称の復活にあたっては旧法人の創業家や山友会の了承も得たという。

## かつての提供番組
- 山一名作劇場（日本テレビ系列）
- 婦人ニュース（日本テレビ系列）
- クイズ・マネーイズマネー（よみうりテレビ制作・日本テレビ系列）
- JNN報道特集（TBS系列）
- 世界まるごとHOWマッチ（MBS制作・TBS系列）
- TBS木曜夜9時枠の連続ドラマ（TBS系列）
- 夜のヒットスタジオDELUXE（フジテレビ系列）
- プロ野球ニュース（フジテレビ系列）- 関東ローカルスポンサー（番組後半、1980年代後期）
- クイズ!年の差なんて（フジテレビ系列）
- フジテレビ水曜夜8時枠時代劇（フジテレビ系列）
- 邦ちゃんのやまだかつてないテレビ（フジテレビ系列）
- SOUND ARENA（フジテレビ系列）
- 木曜の怪談（フジテレビ系列）
- 土曜ワイド劇場（テレビ朝日系列）

ほか
（以下、山一投信委託でクレジットされた）
- ザ・ロードショー→火曜ロードショー→火曜ビッグシアター（TBS系列）
- 桂三枝のにゅーすコロンブス（ABC制作・テレビ朝日系列）

ほか

## CM出演した主な有名人
- 桜田淳子
- 山﨑努
- 田中美佐子
- 安田成美
- 竹野内豊

## 社史と企業資料
山一證券は1997年に創業100周年を迎えるにあたり、伊藤正直らに『山一證券百年史』の編纂を委嘱していた。しかし、同社の自主廃業決定に伴い、編纂事業も中止となった。
編纂事業において収集された資料はその後、東京大学経済学図書館に寄贈された。
- 『山一證券史』1958（昭和33）年刊。創業60周年記念刊行。前編「わが国における証券市場の発達」・後編「山一證券史」からなる。約1,400頁。
- 『山一證券年表』1985（昭和60）年刊。1958（昭和33）年から1984（昭和59）年まで。
- 『山一證券の百年』1998（平成10）年刊。編集・山一證券株式会社社史編纂委員会、発行・山一證券株式会社。約466頁。「社内調査報告書-いわゆる簿外債務を中心として-」添付資料一部割愛して全文所収。もともと『山一證券百年史 普及版』として編纂されたものを自主廃業決定後に出版したものであるが、非売品扱いとなったため、ISBNも取られていない。
- 山一證券社歌　作詞・西條八十、作曲・古関裕而、歌唱・伊藤久男。製作・日本コロムビア。創業60周年記念制定。

## 映像化
- 清武英利の著書『しんがり 山一證券 最後の12人』（2013年11月、講談社）を原作に、主演・江口洋介でドラマ化され、2015年9月よりWOWOWの連続ドラマWで放映[18]。

## 主な出身者
- 木谷高明 - 1984年から1994年まで勤めた後、ブロッコリーやブシロードグループを創業した。
- 貴島誠一郎 - TBSテレビ執行役員、ドラマプロデューサー。銀座支店勤務。1982年に東京放送（現・東京放送ホールディングス）へ転職。
- 岡田がる - 漫画家。新橋支店勤務。
- 伊藤洋介 - 東京プリンメンバー。在籍中に「シャインズ」を結成し歌手デビュー。その後森永製菓に転職。
- 有田恵子 - 歌手。元社員、神戸支店勤務、旭市議会議員。
- 中嶋健吉 - マーケットアナリスト、ストックボイスメインキャスター。元社員、ロンドンやパリなどで現地法人社長を務めた。
- 田村耕太郎 - 元参議院議員
- 山崎元 - 楽天証券経済研究所客員研究員
- 網屋信介 - 元衆議院議員、元アジア開発キャピタル代表取締役社長
- 濱田初美 - 立命館大学経営管理研究教授
- 月泉博 - シーズ代表取締役
- 松原地蔵尊 - 俳人。元取締役・監査役。
- 山口拓己 - PR TIMES創業者・代表取締役社長
- 加藤廣 - 歴史小説作家
- 谷本有香 - 経済ジャーナリスト、フリーキャスター。社内向け経済番組「山一サテライトニュース」のキャスターとして勤務。
- 米道利成 - 株式会社LBI 代表取締役社長

## テレビ番組
- 日経スペシャル ガイアの夜明け あれから10年 ～山一・拓銀の社員たちは今～（2007年12月18日、テレビ東京）[19] - 山一證券元社員のその後を取材。

## 書籍

### 関連書籍
- 『小説 山一証券 衝撃のセミドキュメント！』（著者:水沢渓）（1998年4月20日、健友館）ISBN 9784773704037
- 『山一証券突然死の真相』（著者:佐々木信二）（1998年4月27日、出窓社）ISBN 9784931178137
- 『小説 山一証券崩壊 長篇ドキュメントノベル』（著者:大下英治）（1998年6月15日、廣済堂出版）ISBN 9784331057636
- 『山一証券破綻と危機管理 1965年と1997年』（著者:草野厚）（1998年7月25日、朝日新聞社 朝日選書）ISBN 9784022597052
- 『誰が会社を潰したか 山一首脳の罪と罰』（著者:北澤千秋）（1999年2月22日、日経BP社）ISBN 9784822241414
- 『会社がなぜ消滅したか 山一証券役員たちの背信』（著者:読売新聞社会部）（1999年10月15日、新潮社）ISBN 9784103390053
- 『証券ウォーズ 山一崩壊とメリルの野望』（著者:大下英治）（2000年9月15日、廣済堂出版 広済堂文庫）ISBN 9784331608326
  - 『会社がなぜ消滅したか 山一証券役員たちの背信』（著者:読売新聞社会部）（2001年10月1日、新潮社 新潮文庫）ISBN 9784101348322
- 『会社葬送 山一証券最後の株主総会』（著者:江波戸哲夫）（2001年5月20日、新潮社）ISBN 9784104459018
  - 『会社葬送 山一證券 最後の株主総会』（著者:江波戸哲夫）（2006年8月25日、角川書店 角川文庫）ISBN 9784043801039
- 『山一証券失敗の本質』（著者:河原久）（2002年11月6日、PHP研究所）ISBN 9784569625300  - 元山一證券常務取締役（1984年退任）による崩壊までの分析
- 『滅びの遺伝子 山一証券興亡百年史』（著者:鈴木隆）（2005年6月10日、文藝春秋）ISBN 9784163671406
  - 『滅びの遺伝子 山一證券興亡百年史』（著者:鈴木隆）（2008年12月3日、文藝春秋 文春文庫）ISBN 9784167753191
- 『ビジネスで成功する決め手はパーソナルブランド 山一證券廃業からの脱却』（著者:越石一彦）（2005年11月10日、ゴマブックス）ISBN 9784777102518
- 『山一証券100年史 上下セット』（著者:伊藤正直 小林襄治）（2011年10月1日、極東書店）ISBN 9784873940144
- 『しんがり 山一證券最後の12人』（著者:清武英利）（2013年11月15日、講談社）ISBN 9784062186445
  - 『しんがり 山一證券最後の12人』（著者:清武英利）（2015年8月22日、講談社 講談社+α文庫）ISBN 9784062816090
  - 『しんがり 山一證券最後の12人』（著者:清武英利）（2019年11月14日、講談社 講談社文庫）ISBN 9784065178911
- 『山一證券の失敗』（著者:石井茂）（2017年6月1日、日本経済新聞出版社 日経ビジネス人文庫）ISBN 9784532198213
- 『空あかり 山一證券“しんがり"百人の言葉』（著者:清武英利）（2017年11月1日、講談社）ISBN 9784062208611
- 『山一證券 復活を目論む男の人財力』（著者:永野修身）（2017年12月25日、河出書房新社）ISBN 9784309248424

## DVD
- 『しんがり ～山一證券 最後の聖戦～ DVD BOX』（2016年3月16日、ポニーキャニオン）PCBP62199